# Erythrotherium

Erythrotherium es un género extinto de mamífero basal del Jurásico Superior. Está emparentado con el género Morganucodon. Solo hay una especie registrada, Erythrotherium parringtoni, hallada en Lesoto y Sudáfrica.